# Jajoi Kusamaová
Jajoi Kusamaová (nepřechýleně Jajoi Kusama, japonsky 草間 彌生, Kusama Jajoi; * 22. března 1929 Macumoto) je japonská výtvarná umělkyně. Její dílo, jež zahrnuje malby, sochy, instalace i performance, je řazeno k pop artu, art brut, abstraktnímu expresionismu či minimalismu. Píše též básně. Roku 2006 obdržela cenu Praemium Imperiale.

## Život a dílo
Odmala malovala, výtvarné umění však studovala jen krátce na Kjótské městské umělecké škole. V roce 1957 se usadila v USA, v New Yorku. Po počátečních potížích se začleněním do západního prostředí si získala jméno díky svým provokativním happeningům a výstavám. Často zahrnovaly nahotu a orgie a hlásaly volnou lásku a protiválečná poselství. Roku 1965 vzbudila zájem svou instalací Infinity Mirror Room – Phalli’s Field, svým patrně nejslavnějším dílem. Rozvinula v něm své základní téma – opakování. Své dílo také sama nazývá „obsedantním“.
Roku 1973 se vrátila do Japonska. Za čtyři roky se nechala hospitalizovat v psychiatrické léčebně. Odmala trpěla halucinacemi. 41 let strávila dobrovolně v psychiatrické léčebně. Halucinační stavy se promítaly do její tvorby. Vytvářela instalace, které se snažily diváka dezorientovat, vyvolat v něm silné pocity, často za pomoci zrcadel, světel a opakujících se prvků. Příkladem je dílo z roku 2009 nazvané Následky vymazání věčnosti.
V roce 1993 se stala první ženou, která reprezentovala Japonsko na benátském bienále. Roku 2008 bylo jedno její dílo prodáno za 5 100 000 amerických dolarů. Šlo o nový rekord u žijícího umělce. V roce 2012 připravila kolekci oděvů pro módní značku Louis Vuitton, její šaty byly pokryty pro ni typickými kruhy a puntíky.